# Sol Brodsky
Sol Brodsky est un dessinateur de bande dessinée et éditeur chez Marvel Comics né le 22 avril 1923 à Brooklyn mort le 4 juin 1984. Comme auteur, il est principalement connu pour son travail durant l'âge d'argent des comics.

## Biographie
Brodsky débute dans la bande dessinée en 1940 au département production de MLJ Comics avant de passer chez Holyoke en 1942 où il dessine sur divers personnages dont Blue Beetle. Après avoir servi durant la Seconde Guerre mondiale sur le navire destroyer USS Fairfax[réf. nécessaire], il revient en 1946 chez Holyoke où il se met à travailler dans l'édition.
En 1948, Brodsky passe chez Marvel Comics comme éditeur et dessinateur. Quittant l'équipe en 1955 pour devenir freelance, il continue à travailler principalement pour Marvel jusqu'en 1958. En 1958, il fonde le magazine satirique Cracked, mais revient chez Marvel dès 1960, au moment où la maison d'édition entame son renouveau derrière Stan Lee, Jack Kirby et d'autres.
Gestionnaire de production de Marvel durant cette décennie, Brodsky supervise aussi bien les aspects techniques que créatifs, s'autorisant parfois à encrer certains dessins pour son plaisir.
En 1970, Brodsky prend à nouveau congé de Marvel pour fonder avec Israel Waldman la maison d'édition d'horreur et de fantastique Skywald Publications ; l'expérience ne dure que quelques années.
De retour chez Marvel avec le titre de vice-président chargé de l'administration, des licences et des projets spéciaux (Marvel UK, Marvel Books (en), etc.), il se concentre principalement sur les aspects organisationnels (impression, planning, production).
Il décède le 4 juin 1984 après une brève maladie. Il avait alors une épouse, Selma, et deux enfants, Janice, coloriste chez First Comics et Gary.

## Publications
- Tales to Astonish
- Strange Tales
- Mystery Tales
- Tales of Suspense
- Uncanny Tales
- Fantastic Four
- X-Men
- Suspense
- Menace
- World of Fantasy
- Marvel Boy
- Adventures into Weird Worlds
- Astonishing Tales
- Cat-Man and Kitten